# Inmigración angoleña en Brasil
Brasil posee una importante comunidad de descendientes de angoleños en su territorio. Se estima que millones de afrobrasileños son descendientes de angoleños quienes fueron traídos a Brasil como esclavos durante el tráfico de esclavos transatlántico que se produjo desde las colonias africanas hacia las colonias americanas, en este caso bajo el dominio portugués hasta el siglo XIX. Ambos países fueron colonias portuguesas. 
Hoy en día hay unos 1.125 ciudadanos angoleños residiendo en Brasil, siendo en su mayoría estudiantes o trabajadores.
Tanto Angola como Brasil comparten idioma y son miembros de la Comunidad de Países de Lengua Portuguesa.